# Грот, Пауль Генрих
Пауль Генрих фон Грот (нем. Paul Heinrich von Groth; 23 июня 1843, Магдебург — 2 декабря 1927, Мюнхен) — немецкий минералог.

## Биография
Родился в семье художника.

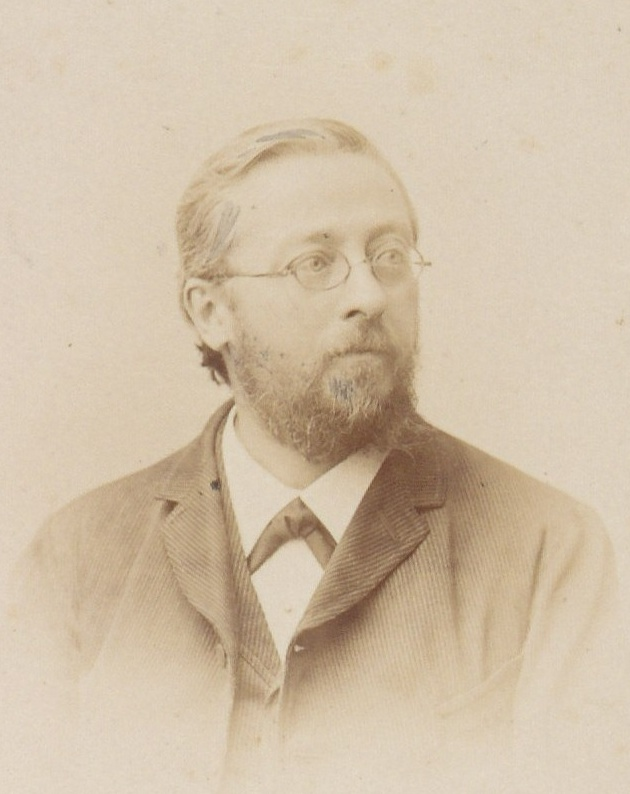
Paul Heinrich von Groth, c. 1898

С 1855 года начальное образование получил в городе Дрезден.
В 1862 году поступил в Горную академию Фрайберга, продолжил образование в Политехнической школе Дрездена, в 1865 году поступил в Университет Берлина. Защитил диссертацию в 1868 году.
В 1870 году преподавал в Высшей технической школе Шарлоттенбурга и в Горной академии Берлина. Ввёл понятие морфотропии. Создал систематическую классификацию минералов, в основе которой лежит их химический состав и кристаллическая структура.
С 1872 года профессор Страсбургского университета.
В 1877 году основал научный журнал Zeitschrift für Kristallographie.
С 1883 года профессор Мюнхенского университета и куратор отдела минералов в Мюнхенском государственном музее.
В 1897 году участвовал в работе 7 сессии Международного геологического конгресса в Санкт-Петербурге.
В 1924 году вышел на пенсию и занялся историей науки.
Скончался 2 декабря 1927 года в Мюнхене.

## Членство в организациях
- 1865 — член-корреспондент Академии естественных наук в Филадельфии
- 1877 — почетный член Минералогического общества Великобритании и Ирландии
- 1877 — член Императорского Санкт-Петербургского минералогического общества, в 1890 — почётный член
- 1881 — член-корреспондент Баварской академии наук, с 1885 — действительный член
- 1883 — член-корреспондент Императорской Санкт-Петербургская академии наук с 3 декабря 1883 года по разряду физических наук (Физико-математическое отделение)
- 1895 — член-корреспондент Геологического общества Лондона, иностранный член с 1900
- 1905 — почётный член Королевского общества Эдинбурга
- 1905 — иностранный член Национальной академии наук США[1]
- 1925 — почётный член Российской академии наук с 3 января 1925 года.
- 1926 — почётный член Минералогического общества Америки[2]

## Награды и звания
- 1908 — Медаль Волластона

## Память
- 1867 — в его честь был назван титанит (CaTiO5) — гротит.